# Луч (Владимирская область)
Луч — посёлок в Александровском районе Владимирской области, входит в состав Андреевского сельского поселения.

## География
Посёлок расположен в 14 км на запад от центра поселения села Андреевское и в 3 км на восток от Александрова.

## История
Основан после Великой Отечественной войны как посёлок Александровского лесопитомника в составе Ивано-Соболевского сельсовета. В 1966 году посёлок переименован в Луч. С 1967 года посёлок в составе Елькинского сельсовета, с 2005 года — в составе Андреевского сельского поселения.

## Население
| 2002 | 2010 | 2021 |
| ---- | ---- | ---- |
| 58   | ↗61  | ↘54  |